# Durex

Durex-Logo

»Durex Quality«-Logo

Durex (Akronym aus englisch durability reliability excellence „Haltbarkeit Zuverlässigkeit Güte“) ist eine 1929 gegründete britische Marke im heutigen Besitz von Reckitt Benckiser, unter der international Zubehör für Geschlechtsverkehr vertrieben wird.
Durex ist mit dem Vertrieb von Kondomen in mehr als 150 Ländern und 35 Prozent Marktanteil des globalen Kondomabsatzes marktführender Hersteller.

## Geschichte
Die London Rubber Company – eigentlich spezialisiert auf Friseurbedarf – wurde 1915 gegründet und vertrieb auch importierte Kondome. 1929 entstand daraus die Marke Durex. Die erste Durex-Kondomfabrik wurde 1932 in Hackney eröffnet und konzentrierte sich auf die Produktion von Kondomen aus Latex. Nach deutlich gestiegener Nachfrage wurde die London Rubber Company als Aktiengesellschaft eingetragen und es erfolgte ein Umstieg auf vollautomatische Fertigung. Durch den Erwerb der Julius Schmid Inc. begann die Internationalisierung. Auch mit der Aufstellung von Automaten seit 1964 wurde die Verbreitung weiter gefördert und 1978 öffentlich als Formel-1-Sponsor beworben.
1980 begann weltweit der Verkauf von Kondomen in Gaststätten, Lebensmittelgeschäften und Supermärkten, nachdem deren vorbeugende Verwendung infolge der Entdeckung von AIDS und des HI-Virus deutlich zugenommen hatte. Daraufhin startete Durex die erste weitreichende Werbe- und Aufklärungsaktion mit Plakaten und im Fernsehen.
Bis 2010 gehörte die Marke Durex der SSL International. Seit der Akquise von SSL International im Juli 2010 gehört Durex zu Reckitt Benckiser, wird in mehr als 150 Ländern verkauft und ist in über 40 Ländern Marktführer. Mit einem Verkauf von vier Milliarden Stück jährlich und einem Marktanteil von 35 % des globalen Kondomabsatzes ist Durex damit auch weltweit Marktführer.

### 1920er – 1970er Jahre
Durex, damals noch im Besitz der London Rubber Company, ging als erster britischer Kondomhersteller weltweit dazu über, für Kondome zu werben und sie zu liefern. Weitere Entwicklungen dieser Zeit:
- Einführung automatischer Tauchstraßen, die die Produktion effizienter machte und die Qualität verbesserte
- Elektronische Prüfung zur Fehlersuche
- Einführung des ersten feuchten Kondoms
- Als erste Kondommarke macht Durex das britische Qualitätssiegel Kitemark zum Standard
- Einführung eines anatomisch geformten Kondoms

### 1990er Jahre
Weitere Entwicklungen:
- Entwicklung eines Kondoms, das den Höhepunkt hinauszögern soll
- Einführung eines Sortiments mit bunten und aromatisierten Kondomen
- Durchführung und Veröffentlichung einer weltweiten Umfrage zum Thema Sex
- Herstellung eines latexfreien Kondoms aus Polyurethan
- Entwicklung eines Kondoms mit „Easy On“ Passform, das sich leichter abrollen lässt und einen bequemeren Sitz bieten soll
- Herstellung von gerippten Kondomen für mehr Stimulation beim Sex

## Produkte

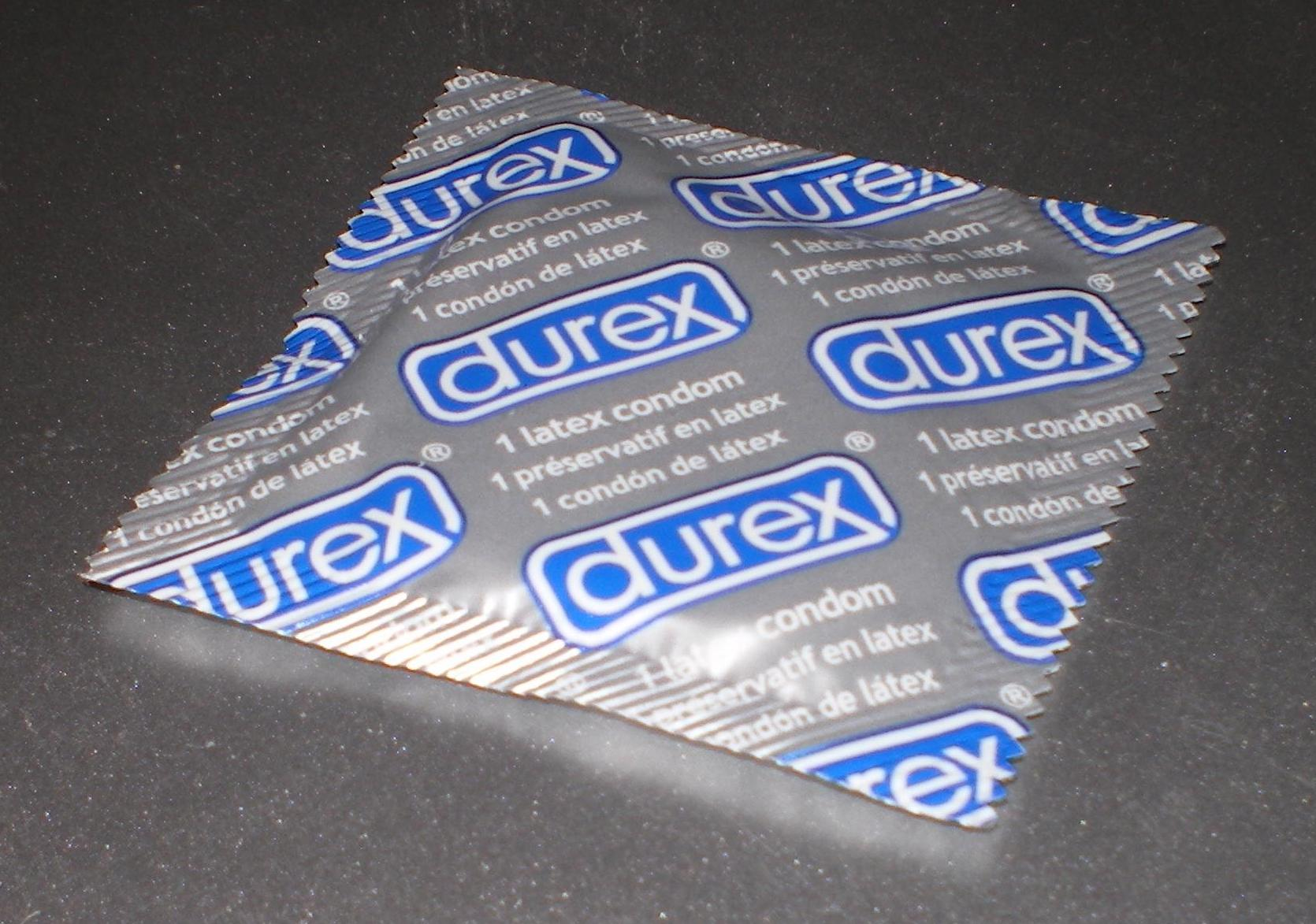
Ein verpacktes Durex-Kondom der Variante „Performa“

### Kondome
Durex vertreibt Kondome unterschiedlicher Varianten:
- Avanti Ultima (Latexfreies Alternativmaterial Polyisopren)
- Emotions (dünnere Wandung sowie erhöhter Gleitmittelanteil)
- Feeling (gerippte Wandung)
- Fruits & More (aromatisierte Kondome)
- Fun-Mix (Zusammenstellung mehrerer Kondome aus der Produktreihe + 2 Sachets play Warming)
- Gefühlsecht (erheblich dünnere Wandung)
- King Size (größere Abmessungen)
- Love (geringere Abmessungen)
- Performa (Reservoir mit Benzocain, wirkt als Lokalanästhetikum)
- Pleasuremax (stark gerippte und genoppte Wandung)
- Pleasuremax Warming (wie Pleasuremax, mit thermoaktivem Gleitmittel)

### Gleitgele
Unter dem Markennamen play vertreibt Durex mit play, play Warming, play O, play Cool Mint, play Massage 2 in 1, play Gleitgel + Pflege mit Aloe Vera und Sensilube unterschiedliche Gleitgele.

### Vibratoren

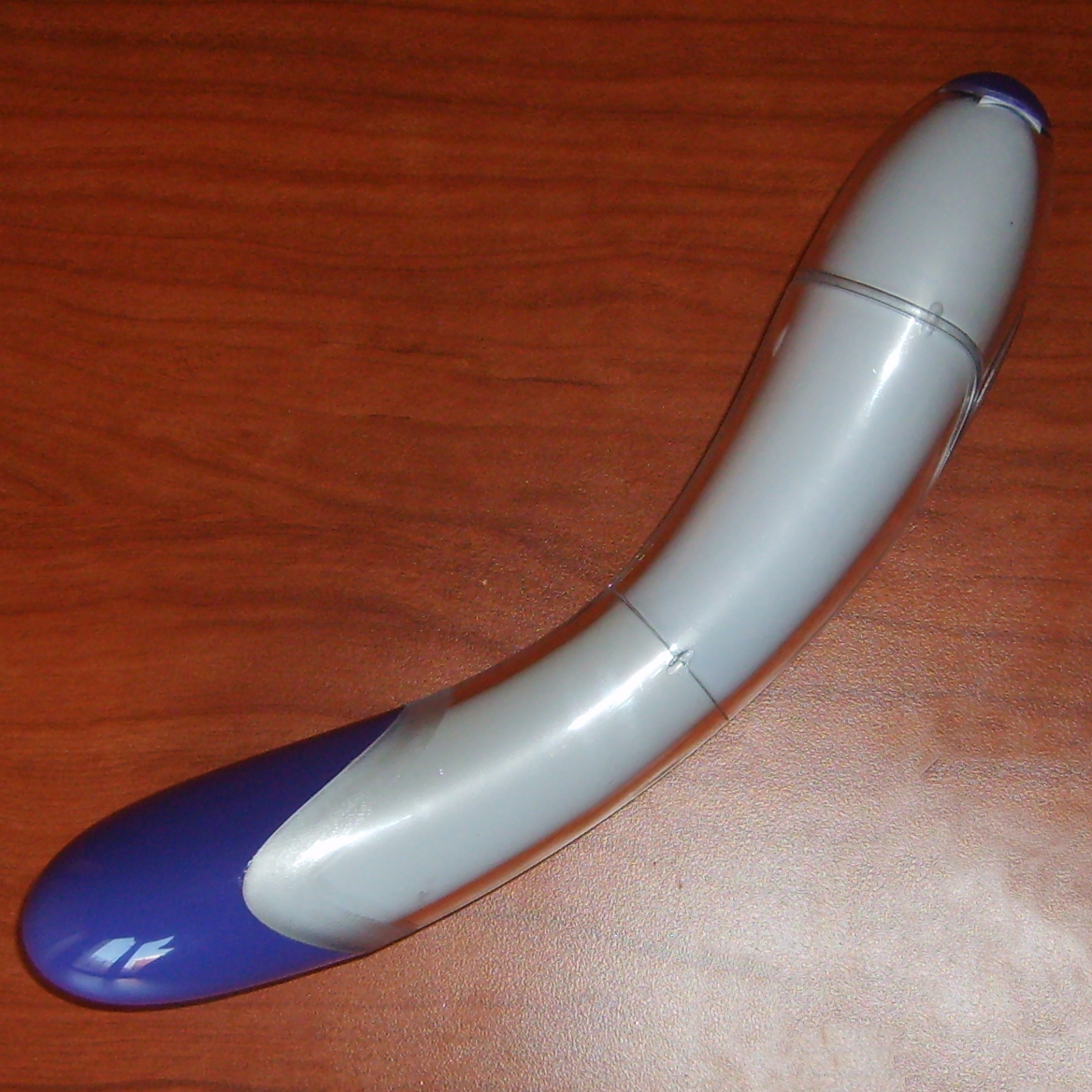
Vibrator „Durex Play Inspiration“

Unter den Markennamen play vibrations, play dream, play fantasy und play inspiration vertreibt Durex unterschiedliche Vibratoren.

## Studien
Seit 2001 betreibt Durex die Studie Global Sex Survey, in der die Themenbereiche Sexualität, Partnerschaft und Aufklärung weltweit und nach Ländern aufgeschlüsselt fokussiert sind. Im April 2007 wurde die Durex Sexual Wellbeing Global Survey 07/08, veröffentlicht. Wurden zuvor rein physische Aspekte durchleuchtet (z. B. Dauer und Häufigkeit des Geschlechtsaktes), betrachtet die neue Studie ein Konglomerat aus physischen, sozialen und emotionalen Faktoren. Um einen besseren Überblick über die Ergebnisse zu ermöglichen, wurde der Durex Sexual Wellbeing Global Survey 07/08 (kurz SWGS) in mehrere Teilstudien aufgeteilt. Während sich die erste mit sexueller Zufriedenheit beschäftigte, lag der Fokus der zweiten mit dem Untertitel In the Bedroom auf Schlafzimmergewohnheiten weltweit. In der dritten Studienwelle The Big O wurden die Themen Orgasmusfähigkeit, -häufigkeit, -intensität, -zufriedenheit beleuchtet.
2008 wurde die internationale Studie The Face of Global Sex 2008 – The path to sexual confidence veröffentlicht. Sie untersuchte den praktischen Nutzen von Sexualkundeunterricht durch Vergleich der Daten von 26.000 Menschen weltweit. Bei der Analyse wurden die Ausprägungen sexueller Selbstsicherheit (als Indikator für erfolgreichen Sexualkundeunterricht) mit allgemeiner Sicherheit verglichen.
Für die Global Sex Survey 2012 wurden dann insgesamt 29.000 Erwachsene aus 35 Ländern online zu ihrem Liebesleben befragt, darunter auch über 1.000 Deutsche. Zu den Themen zählten unter anderem der Einfluss eines erfüllten Sexuallebens auf die Lebensqualität. Eine englischsprachige Version der Studie ist online abrufbar.
Ergebnisse aktueller Studien, an denen das Unternehmen beteiligt war, oder deren Ergebnisse thematisch mit sexueller Gesundheit und Safer Sex zu tun haben, sind auf der englischsprachigen Webseite Durex Network abrufbar.